# Agence nationale de l'aviation civile du Bénin
Pour les articles homonymes, voir Agence nationale de l'aviation civile.

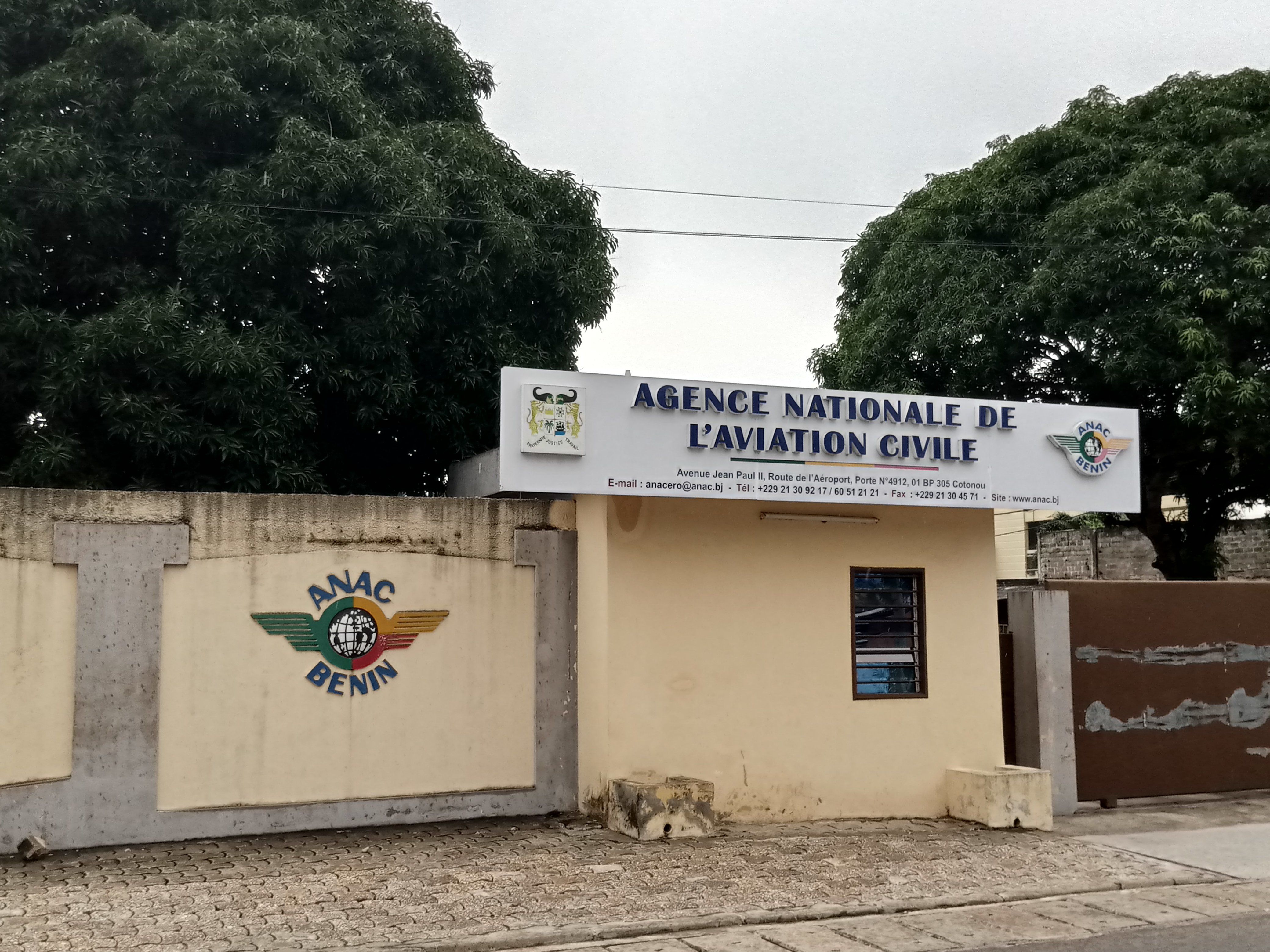
Bureaux de l'ANAC BENIN en 2023.

L'Agence Nationale de l'Aviation Civile du Bénin (ANAC BENIN) est l'agence de l'aviation civile du Bénin. L'ANAC a son siège à Cotonou.
Directeur général de l’agence nationale de l’aviation civile (ANAC)
Avenue Jean-Paul II, route de l’aéroport
BP 305 COTONOU 
REPUBLIQUE DU BENIN